# 蘭伯蘭 (紐約州)
蘭伯蘭（英語：Lumberland）是一個位於美國紐約州沙利文縣的鎮。

## 人口
根據2020年美國人口普查的數據，蘭伯蘭的面積為127.80平方千米，當中陸地面積為120.54平方千米，而水域面積為7.26平方千米。當地共有人口2243人，而人口密度為每平方千米18人。